# Nicky Larson i perfumy miłości
Nicky Larson i perfumy miłości (fr. Nicky Larson et le parfum de Cupidon) – francuski film akcji z 2018 roku w reżyserii Philippe’a Lacheau, wyprodukowany przez wytwórnię Sony Pictures Releasing France. 
Jest to adaptacja City Hunter (znanego we Francji jako Nicky Larson).
W Polsce był również obecny pod tytułem Eliksir miłości.

## Opis fabuły
Prywatny detektyw Nicky Larson specjalizuje się w rozwiązywaniu najtrudniejszych spraw. Mężczyzna cieszy się dużym powodzeniem wśród przedstawicielek płci pięknej. Pewnego dnia zgłasza się do niego tajemnicza kobieta, która zleca mu nietypowe zadanie. Nicky ma strzec perfum Kupidyna, które gwarantują powodzenie w sprawach miłosnych. Niestety, chwila nieuwagi sprawia, że szybko traci cenny przedmiot. Daje to początek trudnemu śledztwu, a trop wiedzie detektywa aż do Monako. Aby odzyskać zgubę, Larson musi wcielić się w playboya. Podczas misji wykorzystuje cały swój urok osobisty i znajomość sztuki uwodzenia.

## Obsada
- Philippe Lacheau jako Nicky Larson
- Élodie Fontan jako Laura Marconi
- Tarek Boudali jako Poncho
- Julien Arruti jako Gilbert Skippy
- Didier Bourdon jako Dominique Lettelier
- Kamel Guenfoud jako Mammouth
- Sophie Mousel jako Hélène Lamberti
- Raphaël Personnaz jako Tony Marconi
- Pamela Anderson jako Jessica Fox